# 驅逐麥斯赫特土耳其人
驅逐麥斯赫特土耳其人，是蘇聯政府在1944年11月14-15日對生活在格魯吉亞蘇維埃社會主義共和國梅斯赫蒂的麥斯赫特土耳其人的強制轉移行動。在驅逐期間，92307至94955名麥斯赫特土耳其人被強行驅逐出212個村莊。他們被裝進牛車裡，大部分被送到烏茲別克蘇維埃社會主義共和國。在行動中，包括庫爾德人和赫姆辛人在內的其他族裔群體的成員也被驅逐出境，總人數達到約115000人。他們被安置在特殊定居點，在那裡他們被逼強迫勞動。驅逐出境和流亡的惡劣條件造成12589至50000人死亡。
驅逐出境是由內務人民委員會負責人貝利亞根據蘇聯總書記斯大林的命令執行的，涉及4000名內務人民委員部人員。為此，共撥款3400萬盧布。這是蘇聯強制定居計劃和人口轉移的一部分，之後大約32000人，其中大多數是亞美尼亞人，被蘇聯政府安置在梅斯赫蒂清理後的地區。
斯大林去世后，蘇聯新領導人赫魯曉夫於1956年蘇共二十大發表秘密報告，譴責並推翻斯大林驅逐各民族的行為，其中許多人被允許前往其原籍地。然而，即使他們從特殊定居點被釋放，麥斯赫特土耳其人以及克里米亞韃靼人和伏爾加德意志人仍被禁止返回他們的祖國，使他們的流亡永久化。1991年，新獨立的格魯吉亞拒絕給予麥斯赫特土耳其人返回梅斯赫蒂地區的權利。2006年，麥斯赫特土耳其人的人數在26萬至335000人之間，今天分散在前蘇聯七個國家，其中許多是無國籍的。
現代歷史學家將這一罪行歸類為種族清洗和危害人類罪。
驅逐原因是貝利亞指他們被土耳其利用進行間諜活動因此不值得信任，作為蘇聯-土耳其東部戰爭的預防措施。